# Ordinary People (nummer)
Ordinary People is een single van de Amerikaanse R&B-zanger John Legend. De single komt van het album Get Lifted, uitgebracht in 2004. In de Verenigde Staten werd Ordinary People genomineerd voor een Grammy Award.

## Videoclip
In de video van Ordinary People is John Legend achter een piano te zien. De achtergrond is volledig wit. Tussendoor is een stel te zien dat onenigheid met elkaar heeft. De clip is volledig opgenomen in zwart-wit.

## Tracks
1. "Ordinary People" (Album Version)
2. "Ordinary People" (Johnny Douglas Radio Edit)
3. "Ordinary People" (Live At The Scala)
4. "Ordinary People" (Heavy Metal Remix)
5. "Video"

## Hitnotering
| Ordinary People in de Nederlandse Top 40 | Ordinary People in de Nederlandse Top 40 | Ordinary People in de Nederlandse Top 40 | Ordinary People in de Nederlandse Top 40 | Ordinary People in de Nederlandse Top 40 | Ordinary People in de Nederlandse Top 40 | Ordinary People in de Nederlandse Top 40 | Ordinary People in de Nederlandse Top 40 | Ordinary People in de Nederlandse Top 40 | Ordinary People in de Nederlandse Top 40 | Ordinary People in de Nederlandse Top 40 |
| Week                                     | 1                                        | 2                                        | 3                                        | 4                                        | 5                                        | 6                                        | 7                                        | 8                                        | 9                                        | 10                                       |
| ---------------------------------------- | ---------------------------------------- | ---------------------------------------- | ---------------------------------------- | ---------------------------------------- | ---------------------------------------- | ---------------------------------------- | ---------------------------------------- | ---------------------------------------- | ---------------------------------------- | ---------------------------------------- |
| Position                                 | 28                                       | 22                                       | 20                                       | 21                                       | 25                                       | 26                                       | 27                                       | 30                                       | 38                                       | uit                                      |

### NPO Radio 2 Top 2000
| Nummer met noteringen in de NPO Radio 2 Top 2000 | '05  | '06 | '07  | '08  | '09  | '10 | '11 | '12 | '13 | '14 | '15 | '16  | '17  | '18  | '19  | '20  | '21  |
| ------------------------------------------------ | ---- | --- | ---- | ---- | ---- | --- | --- | --- | --- | --- | --- | ---- | ---- | ---- | ---- | ---- | ---- |
| Ordinary People                                  | 1339 | 580 | 1028 | 1214 | 1160 | 940 | 584 | 907 | 480 | 968 | 946 | 1218 | 1423 | 1468 | 1522 | 1655 | 1875 |

1. ↑  Een vetgedrukt getal geeft de hoogste notering aan.
2. ↑  2005 was het eerste jaar met een notering voor dit nummer.
3. ↑  Deze tabel is bijgewerkt tot en met de laatste editie (2024).